# Harry Barris
Harry Barris (24 de noviembre de 1905 – 13 de diciembre de 1962) fue un cantante, compositor y actor estadounidense.

## Biografía
Nacido en la ciudad de Nueva York, formaba parte del trío de cantantes de finales de la década de 1920 llamados The Rhythm Boys, siendo sus dos compañeros Al Rinker y Bing Crosby. El grupo cantó varios temas en la película interpretada por Paul Whiteman y su Orquesta King of Jazz (1930), además de hacer grabaciones con Whiteman o como grupo independiente,  tocando Barris el piano.
Barris actuó en 57 filmes entre 1931 y 1950, usualmente interpretando a miembros de grupos musicales, pianistas o cantantes. En Días sin huella (1945) era el pianista de nightclub que humillaba a Ray Milland cantando "Somebody Stole My Purse". Un cambio inusual en su registro se llevó a cabo con un papel cómico en The Fleet's In (1942), interpretando al marinero llamado Pee Wee.
Fuera de pantalla, Barris consiguió varios éxitos componiendo canciones como "Mississippi Mud", "I Surrender, Dear", "It Must Be True" y "Wrap Your Troubles in Dreams".
Barris fue tío del presentador televisivo de concursos y productor Chuck Barris.
Afectado durante largo tiempo por su alcoholismo, Harry Barris falleció en Burbank, California, en 1962. Tenía 57 años de edad. Fue enterrado en el Cementerio Forest Lawn Memorial Park de Hollywood Hills, California.